# تعادل پایدار

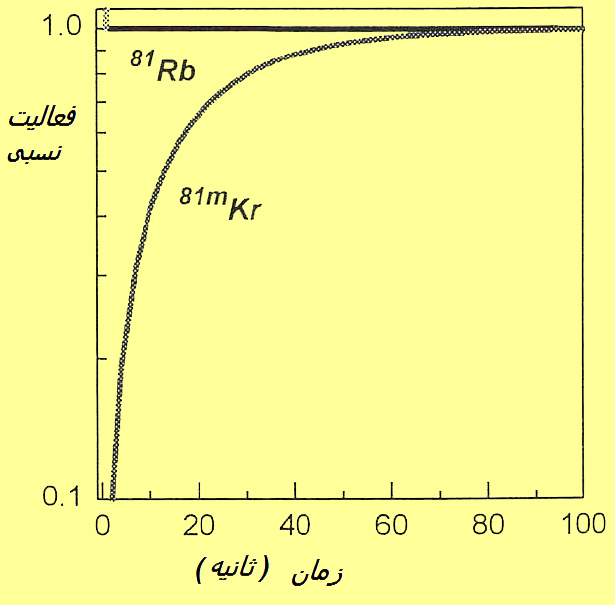
نمودار فعالیت‌های نسبی روبیدیوم و کریپتون متا، نمونه‌ای از تعادل پایدار.

در فیزیک پزشکی و به ویژه در پزشکی هسته‌ای، تعادل پایدار یا تعادل سکولار (به انگلیسی: Secular equilibrium) نوعی تعادل است که در آن نیمه عمر [یا فعالیت] ماده رادیواکتیو دختر از نیمه عمر [یا فعالیت] ماده رادیواکتیو مادر خیلی کمتر [خیلی بیشتر] است، بطوریکه:
T1>>T2
و در نتیجه:
{\displaystyle N_{2}={\frac {\lambda _{1}}{\lambda _{2}}}N_{1}}
شرط A1=A2 معمولاً پس از گذشت 7T2~ از زمان t=0 دختر برقرار می‌گردد.
از نمونه‌های این نوع تعادل می‌توان ژنراتور سیستم تلاشی 81Rb-81mKr را مثال زد.

## جستارهای دیگر
- تعادل گذرا